# Tribalus subfasciatus
Tribalus subfasciatus är en skalbaggsart som beskrevs av Vienna 1993. Tribalus subfasciatus ingår i släktet Tribalus och familjen stumpbaggar.

## Underarter
Arten delas in i följande underarter:
- T. s. subfasciatus
- T. s. opacinotus